# Silurichthys gibbiceps
Silurichthys gibbiceps és una espècie de peix de la família dels silúrids i de l'ordre dels siluriformes.

## Morfologia
- Els mascles poden assolir 8,4 cm de longitud total.
- Nombre de vèrtebres: 49-51.[5]

## Hàbitat
És un peix d'aigua dolça i de clima tropical.

## Distribució geogràfica
Es troba a Àsia: conca del riu Barito (sud de Borneo, Indonèsia).